# Sanjuansaurus
Sanjuansaurus (лат.) — род триасовых динозавров из семейства герреразаврид, обнаруженный в 2010 году на территории современной Аргентины. Голотипом является экземпляр PVSJ 605. Типовой и единственный вид — Sanjuansaurus gordilloi.

## История открытия и систематика
Об открытии нового герреразаврида было сообщено аргентинскими палеонтологами в 2010 году. Вид был описан по найденному в 1994 году частично сохранившемуся скелету из песчаниковых отложений карнийского яруса в районе национального парка Исчигуаласто. Кости, покрытые гематитовой коркой, были заключены в глыбы мелкозернистого песчаника.
Описанный в 2010 году экземпляр в результате филогенетического анализа был отнесён к монофилетической группе герреразавридов наряду с родами Herrerasaurus и Staurikosaurus, но выделен в отдельный род. Он получил родовое название Sanjuansaurus в честь провинции Сан-Хуан, в которой расположен национальный парк Исчигуаласто, и видовое имя gordilloi в честь Рауля Гордильо, главного препаратора окаменелостей и палеохудожника Сан-Хуанского института и музея естественных наук.

## Физический облик
Голотип PVSJ 605, являющийся единственным известным образцом данного рода, представляет собой неполный скелет, включающий левую часть верхней челюсти, часть позвоночника от эпистрофея до 12-го хвостового позвонка (несколько спинных позвонков отсутствуют), обе лопатки, левую локтевую кость, ногтевую фалангу третьего левого пальца передней конечности, часть подвздошной кости, полную правую и часть левой лобковой кости, обе бедренных и обе большеберцовых кости, правые малоберцовую, таранную и пяточную кости и одну из костей левой плюсны.
По размерам и общим пропорциям тела Sanjuansaurus сравним со средних габаритов герреразавром и несколько крупней единственного известного вида ставрикозавров. Специфичными характеристиками, отличающими род Sanjuansaurus от ранее описанных герреразавридов и других базальных ящеротазовых из соответствующей локации, являются:
- имеющие форму полки и задненаружно расположенные поперечные отростки шейных позвонков;
- наличие острых передних и задних ответвлений на остистых отростках части спинных позвонков (как минимум, с 4-го по 6-й);
- вытянутый заострённый крючковатый заднебрюшной отросток коракоида, напоминающий скорее останки живших позднее галлимимов, чем других базальных ящеротазовых;
- вывороченные наружу края суставной ямки лопатки;
- короткие лобковые кости (63 % длины бедренной кости; у герреразавров это соотношение достигает 91 %, у ставрикозавра — 70 %, у эорапторов — 80 %);
- ярко выраженный морщинистый рубец на серединной поверхности бедренной кости в районе четвёртого вертела, служивший, по-видимому, для прикрепления длинной хвостобедренной мышцы (такие рубцы наличествуют у других базальных ящеротазовых, но значительно слабее выражены)[5].

От герреразавров новый род отличают также более узкая лопатка, отсутствие сильного проксимального изгиба ствола лобковой кости и значительно более широкое запирательное отверстие лобковой кости.

## Палеоэкология
В той же локации, что и S. gordilloi, были найдены голотип ещё одного вида динозавров — Panphagia protos, а также кости представителей видов Herrerasaurus ischigualastensis и Eoraptor lunensis. P. protos относится к зароподоморфам, как и найденный в этой же локации представитель рода Chromogisaurus. Эти находки указывают на большое разнообразие ящеротазовых динозавров в юго-восточной части Пангеи на ранних этапах верхнего триаса, в том числе и крупных хищных тероподов, что не характерно для более позднего норийского яруса в том же регионе, где вместо этого доминируют круротарзы.